# Lettere
Lettere es un municipio italiano localizado en la ciudad metropolitana de Nápoles, región de Campania. Cuenta con 6.228 habitantes en 12,02 km².
Limita con Casola di Napoli, Gragnano y Sant'Antonio Abate, en la ciudad metropolitana de Nápoles, y con Angri, Corbara, Ravello y Tramonti, en la provincia de Salerno.

## Demografía
| Gráfica de evolución demográfica de Lettere entre 1861 y 2011 |
|                                                               |
| Fuente ISTAT - elaboración gráfica de Wikipedia               |